# The Marvelettes
The Marvelettes sono state un gruppo musicale femminile R&B e doo-wop statunitense, in attività negli anni sessanta.
Furono il primo gruppo femminile di successo della Motown Records, prima dell'esplosione del fenomeno The Supremes. Le Marvelettes sono particolarmente celebri per il loro primo singolo Please Mr. Postman (di cui si ricorda la cover dei Beatles del 1963) che arrivò alla vetta sia della Billboard Hot 100 che della R&B Chart. Nel corso della loro carriera, durata in tutto nove anni dal 1960 al 1969, ebbero ben 19 singoli nella top 40.

## Formazione
- Gladys Horton
- Katherine Anderson
- Wanda Rogers
- Anne Bogan
- Georgeanna Tillman
- Wyanetta (Juanita) Cowart
- Georgia Dobbins

## Discografia parziale

### Album
- 1961 - Please Mr. Postman (Tamla, TM 228)

### Singoli
- 1970 - Marionette/After All (Tamla, T 54198)
- 1972 - A Breath Taking Guy/You're the One for Me Bobby (Tamla, T 54213F)

- Please Mr. Postman (1961)
- The Marvelettes Sing aka Hits of '62 (1962)
- Playboy (1962)
- The Marvelous Marvelettes (1963)
- The Marvelettes Recorded Live on Stage (1963)
- The Marvelettes Greatest Hits (1966) (#84 US pop; #4 US R&B)
- The Marvelettes (Pink Album) (1967) (#129 US pop; #13 US R&B)
- Sophisticated Soul (1968) (#41 US R&B)
- In Full Bloom (1969)
- The Return of the Marvelettes (1970) (#50 US R&B)
- The Marvelettes Anthology (1975)
- Best of The Marvelettes (1975)